# 1808年の相撲
1808年の相撲（1808ねんのすもう）は、1808年の相撲関係のできごとについて述べる。

## 興行
- 3月場所（江戸相撲）[1]
  - 興行場所:本所回向院
  - 4月10日（旧3月15日）より晴天10日間興行
- 7月場所（大坂相撲）[1]
  - 興行場所:難波新地
- 台覧相撲
  - 右大臣一条忠良台覧[1]
  - 台覧日:9月18日（旧7月28日）
- 10月場所（江戸相撲）[2]
  - 興行場所:本所回向院
  - 12月12日（旧10月25日）より晴天10日間興行